# Hans Jørgensen Schougaard
Hans Jørgensen Schougaard (1701 på Store Hallegård (døbt 23. januar 1701 i Sankt Bodil Kirke) – 7. november 1776 i Hasle) var landsdommer på Bornholm.
I et bestallingsbrev fra 26. maj 1758 udnævntes Hans Jørgen Skougaard til byfoged i Hasle, herredsfoged ved Nørre Herred og birkefoged ved Hammershus Birketing. Den 31. juli overtog han dommersædet. Den 11. december 1761 fik Skougaard desuden kgl. bestalling på at være skifteskriver for Nørre Herred og Hammershus Birk.
16. oktober 1773 blev han landsdommer, hvilket han var til sin død. I sit embede indførte han flere forbedringer af retsplejen. Hans efterfølger Peder Hersleb Graah fortsatte forbedringerne af retsplejen i Schougaards ånd.
Han ægtede Johanne Cathrine Topp den 9. oktober 1750 i Sct. Nicolai Kirke i Rønne. Hun var datter af Johan Christian Topp og Margrethe Elisabeth Jørgensdatter Ancher. Hun blev født i 1734 i Rønne, døbt den 26. august 1734 i Sct. Nicolai Kirke og døde i 1780 i Hasle.
Han og hustruen er begravet på Hasle Kirkegård.